# زوار (اسم)
زوار هو اسم علم مذكر من أصل عربي، ومعناه هو كثير الزيارات للآخرينم، ن الفعل زار صيغة مبالغة من زائر.

## وصلات خارجية
- موسوعة السلطان قابوس لأسماء العرب نسخة محفوظة 5 أبريل 2019 على موقع واي باك مشين.